# Thomas Sammons
Thomas Sammons (* 1. Oktober 1762 in Shamenkop, Provinz New York; † 20. November 1838 im Montgomery County, New York) war ein US-amerikanischer Politiker. Er vertrat zwischen 1803 und 1807 sowie zwischen 1809 und 1813 den Bundesstaat New York im US-Repräsentantenhaus. Der Kongressabgeordnete John Henry Starin war sein Enkel.

## Werdegang
Thomas Sammons wuchs während der britischen Kolonialzeit auf. Er besuchte Dorfschulen. Während des Unabhängigkeitskrieges diente er als Offizier. Danach war er in der Landwirtschaft tätig. 1801 nahm er als Delegierter an der verfassunggebenden Versammlung von New York teil. Er war Mitglied im Council of Appointment. Sammons diente in der Miliz von New York, wo er zu Anfang den Dienstgrad eines Lieutenants bekleidete und im Laufe der Zeit zum Major aufstieg.
Als Gegner einer zu starken Zentralregierung schloss er sich in jener Zeit der von Thomas Jefferson gegründeten Demokratisch-Republikanischen Partei an. Bei den Kongresswahlen des Jahres 1802 für den 8. Kongress wurde er im 13. Wahlbezirk von New York in das US-Repräsentantenhaus in Washington, D.C. gewählt, wo er am 4. März 1803 als erster Vertreter des Distrikts im US-Repräsentantenhaus seinen Dienst antrat. Nach einer erfolgreichen Wiederwahl erlitt er im Jahr 1806 eine Niederlage und schied nach dem 3. März 1807 aus dem Kongress aus. Er wurde dann im neunten Wahlbezirk von New York in den 11. Kongress gewählt, wo er am 4. März 1809 die Nachfolge von Killian Van Rensselaer antrat. Nach einer erfolgreichen Wiederwahl im Jahr 1810 schied er nach dem 3. März 1813 aus dem Kongress aus.
Nach seiner Kongresszeit war er wieder in der Landwirtschaft tätig. Er verstarb am 20. November 1838 in seinem Haus im Montgomery County und wurde dann dort beigesetzt.